# ラグビードリームマッチ2023
ラグビードリームマッチ2023は、2023年5月28日にトゥイッケナム・スタジアムにて開催されたバーバリアンズ対世界選抜(World XV)の試合である。 

## 概要
2022年12月13日、バーバリアンズの指揮を前イングランド代表監督エディー・ジョーンズが務めると発表。なお世界選抜側の指揮はオールブラックス元ヘッドコーチスティーブ・ハンセンが務めた。

## 試合日程・結果
| 日時                             | 会場                                             | ホーム         | スコア | アウェイ |
| -------------------------------- | ------------------------------------------------ | -------------- | ------ | -------- |
| 2023年5月28日, 14:00 GMT (UTC+0) | トゥイッケナム・スタジアム, イングランドロンドン | バーバリアンズ | 48-42  | 世界選抜 |

## スコッド
注記: 年齢、所属チームは5月28日時点

### バーバリアンズ
5月19日、エディー・ジョーンズヘッド・コーチは、バーバリアンズのスコッドを発表した。
5月23日、高橋汰地・サム・ジョンソンが追加召集。
スタッフ:
- ヘッド・コーチ:  エディー・ジョーンズ

| 選手                       | ポジション     | 誕生日 (年齢)          | キャップ | チーム                       |
| -------------------------- | -------------- | ---------------------- | -------- | ---------------------------- |
| ニック・ドリー             | フッカー       | 1999年6月11日（23歳）  | -        | レスター・タイガース         |
| ハリー・サッカー           | フッカー       | 1994年2月18日（29歳）  | -        | ブリストル・ベアーズ         |
| エンリケ・ピエレット       | プロップ       | 1994年12月15日（28歳） | -        | グラスゴー・ウォリアーズ     |
| カール・サッディー         | プロップ       | 1997年5月7日（26歳）   | -        | シャークス                   |
| アレックス・ウォーカー     | プロップ       | 1990年2月14日（33歳）  | -        | ノーサンプトン・セインツ     |
| トム・ウエスト             | プロップ       | 1996年2月11日（27歳）  | -        | レスター・タイガース         |
| アラン・ウィン・ジョーンズ | ロック         | 1985年9月19日（37歳）  | -        | オスプリーズ                 |
| ステファン・ルイス         | ロック         | 1992年1月27日（31歳）  | -        | ハーレクインズ               |
| ロブ・シモンズ             | ロック         | 1989年4月19日（34歳）  | -        | ロンドン・アイリッシュ       |
| スティーブン・ルアトゥア   | フランカー     | 1991年4月29日（32歳）  | -        | ブリストル・ベアーズ         |
| アーロン・ウェインライト   | フランカー     | 1997年9月25日（25歳）  | -        | ドラゴンズ                   |
| 山本凱                     | フランカー     | 2000年3月17日（23歳）  | -        | 東京サントリーサンゴリアス   |
| タウルペ・ファレタウ       | ナンバー8      | 1990年11月12日（32歳） | -        | カーディフ                   |
| シオネ・ヴァイラヌ         | ナンバー8      | 1995年1月27日（28歳）  | -        | グラスゴー・ウォリアーズ     |
| ジャック・マウンダー       | スクラムハーフ | 1997年4月5日（26歳）   | -        | エクセター・チーフス         |
| クウェイド・クーパー       | フライハーフ   | 1988年4月5日（35歳）   | -        | 花園近鉄ライナーズ           |
| アーロン・クルーデン       | フライハーフ   | 1989年1月8日（34歳）   | -        | 東京サントリーサンゴリアス   |
| サム・ケレビ               | センター       | 1993年9月27日（29歳）  | -        | 東京サントリーサンゴリアス   |
| テビタ・リー               | センター       | 1995年3月23日（28歳）  | -        | 東京サントリーサンゴリアス   |
| セタ・タマニバル           | センター       | 1992年7月23日（30歳）  | -        | 東芝ブレイブルーパス東京     |
| サム・ジョンソン           | センター       | 1993年6月19日（29歳）  | -        | グラスゴー・ウォリアーズ     |
| フランソワ・ホーハート     | ウイング       | 1988年4月6日（35歳）   | -        | サラセンズ                   |
| アダム・ラドバン           | ウイング       | 1997年12月30日（25歳） | -        | ニューカッスル・ファルコンズ |
| 高橋汰地                   | ウイング       | 1996年6月24日（26歳）  | -        | トヨタヴェルブリッツ         |
| ガレス・アンスコム         | フルバック     | 1991年5月10日（32歳）  | -        | オスプリーズ                 |

### 世界選抜
5月19日、スティーブ・ハンセンヘッド・コーチは、世界選抜のスコッドを発表した。
5月23日、マリカ・コロインベテが一時離脱。ジョーディ・マーフィー・カミニエリ・ラサクが追加召集。
スタッフ:
- ヘッド・コーチ:  スティーブ・ハンセン

| 選手                     | ポジション     | 誕生日 (年齢)          | キャップ | チーム                         |
| ------------------------ | -------------- | ---------------------- | -------- | ------------------------------ |
| エリオット・ディー       | フッカー       | 1994年3月7日（29歳）   | -        | ドラゴンズ                     |
| オリー・キーブル         | フッカー       | 1992年6月18日（30歳）  | -        | グラスゴー・ウォリアーズ       |
| フレーザー・ブラウン     | プロップ       | 1989年6月20日（33歳）  | -        | グラスゴー・ウォリアーズ       |
| アラン・デル             | プロップ       | 1992年3月16日（31歳）  | -        | グラスゴー・ウォリアーズ       |
| ウィン・ジョーンズ       | プロップ       | 1992年2月26日（31歳）  | -        | スカーレッツ                   |
| マルコス・ストリート     | プロップ       | 1999年2月6日（24歳）   | -        | エクセター・チーフス           |
| ニッコロ・カンノーネ     | ロック         | 1988年5月17日（35歳）  | -        | ベネットン                     |
| ハリー・ホッキングス     | ロック         | 1998年7月28日（24歳）  | -        | 東京サントリーサンゴリアス     |
| アピ・ラトゥニヤラワ     | ロック         | 1986年7月11日（36歳）  | -        | ロンドン・アイリッシュ         |
| ミケーレ・ラマロ         | フランカー     | 1998年6月3日（24歳）   | -        | ベネットン                     |
| セバスチャン・ネグリ     | フランカー     | 1994年6月30日（28歳）  | -        | ベネットン                     |
| ジョーディ・マーフィー   | フランカー     | 1991年4月22日（32歳）  | -        | アルスター                     |
| ビリアメ・マタ           | ナンバー8      | 1991年10月22日（31歳） | -        | エディンバラ                   |
| ブリン・ホール           | スクラムハーフ | 1992年2月3日（31歳）   | -        | 静岡ブルーレヴズ               |
| ニック・フィップス       | スクラムハーフ | 1989年1月9日（34歳）   | -        | NECグリーンロケッツ東葛        |
| アダム・ヘイスティングス | フライハーフ   | 1996年10月5日（26歳）  | -        | グロスター                     |
| リース・パッチェル       | フライハーフ   | 1993年5月17日（30歳）  | -        | スカーレッツ                   |
| ナニ・ラウマペ           | センター       | 1993年4月22日（30歳）  | -        | コベルコ神戸スティーラーズ     |
| セミ・ランドランドラ     | センター       | 1992年6月13日（30歳）  | -        | ブリストル・ベアーズ           |
| イズラエル・フォラウ     | ウイング       | 1989年4月3日（34歳）   | -        | 浦安D-Rocks                    |
| マリカ・コロインベテ     | ウイング       | 1992年7月26日（30歳）  | -        | 埼玉パナソニックワイルドナイツ |
| シブシソ・ンコシ         | ウイング       | 1996年1月21日（27歳）  | -        | ブルズ                         |
| チャールズ・ピウタウ     | フルバック     | 1991年10月31日（31歳） | -        | ブリストル・ベアーズ           |
| カミニエリ・ラサク       | フルバック     | 1999年7月12日（23歳）  | -        | アヴィロン・バイヨネ           |

## 試合内容
| 2023年5月28日 14:00 GMT (UTC+0) | バーバリアンズ | 48-42  | 世界選抜 | トゥイッケナム・スタジアム, イングランドロンドン 観客数: 32,597人 レフリー: トム・フォーリー (レフリー) (イングランド) |
| 2023年5月28日 14:00 GMT (UTC+0) | トライ: アダム・ラドバン 12' c リー 20' c タマニバル 26' c, 79' c ステファン・ルイス 29' c アンスコム 35' c ホーハート 50' c ジョンソン 70' c コンバート: アンスコム (4/6) 21', 27', 36', 51' | Report | トライ: ネグリ 6' c ンコシ 14' c, 74' c ラトゥニヤラワ 17' c フォラウ 23' c ホール 57' c コンバート: ヘイスティングス (4/4) 7', 16', 19', 24' パッチェル (2/2) 58', 75' | トゥイッケナム・スタジアム, イングランドロンドン 観客数: 32,597人 レフリー: トム・フォーリー (レフリー) (イングランド) |

| FB                   | 15 | ガレス・アンスコム            |  |      |
| RW                   | 14 | アダム・ラドバン              |  |      |
| OC                   | 13 | セタ・タマニバル              |  |      |
| IC                   | 12 | サム・ケレビ                  |  | 19分 |
| LW                   | 11 | テビタ・リー                  |  |      |
| FH                   | 10 | クウェイド・クーパー          |  | 59分 |
| SH                   | 9  | ジャック・マウンダー          |  | 49分 |
| N8                   | 8  | スティーブン・ルアトゥア      |  |      |
| OF                   | 7  | 山本凱                        |  |      |
| BF                   | 6  | アーロン・ウェインライト      |  | 60分 |
| RL                   | 5  | ステファン・ルイス            |  | 46分 |
| LL                   | 4  | アラン・ウィン・ジョーンズ () |  |      |
| TP                   | 3  | エンリケ・ピエレット          |  | 53分 |
| HK                   | 2  | ニック・ドリー                |  | 40分 |
| LP                   | 1  | アレックス・ウォーカー        |  | 53分 |
| ベンチ:              |    |                               |  |      |
| HK                   | 16 | ハリー・サッカー              |  | 40分 |
| PR                   | 17 | トム・ウエスト                |  | 53分 |
| PR                   | 18 | カール・サッディー            |  | 53分 |
| LK                   | 19 | ロブ・シモンズ                |  | 46分 |
| N8                   | 20 | シオネ・ヴァイラヌ            |  | 60分 |
| WG                   | 21 | フランソワ・ホーハート        |  | 49分 |
| FH                   | 22 | アーロン・クルーデン          |  | 59分 |
| CE                   | 23 | サム・ジョンソン              |  | 19分 |
| コーチ:              |    |                               |  |      |
| エディー・ジョーンズ |    |                               |  |      |

| FB                   | 15 | チャールズ・ピウタウ     |  |      |
| RW                   | 14 | イズラエル・フォラウ     |  |      |
| OC                   | 13 | セミ・ランドランドラ     |  |      |
| IC                   | 12 | ナニ・ラウマペ           |  | 40分 |
| LW                   | 11 | シブシソ・ンコシ         |  |      |
| FH                   | 10 | アダム・ヘイスティングス |  | 60分 |
| SH                   | 9  | ニック・フィップス       |  | 41分 |
| N8                   | 8  | ビリアメ・マタ           |  | 56分 |
| OF                   | 7  | ミケーレ・ラマロ ()      |  |      |
| BF                   | 6  | セバスチャン・ネグリ     |  |      |
| RL                   | 5  | ハリー・ホッキングス     |  | 40分 |
| LL                   | 4  | アピ・ラトゥニヤラワ     |  |      |
| TP                   | 3  | オリー・キーブル         |  | 54分 |
| HK                   | 2  | フレーザー・ブラウン     |  | 22分 |
| LP                   | 1  | ウィン・ジョーンズ       |  | 54分 |
| ベンチ:              |    |                          |  |      |
| HK                   | 16 | エリオット・ディー       |  | 22分 |
| PR                   | 17 | アラン・デル             |  | 54分 |
| PR                   | 18 | マルコス・ストリート     |  | 54分 |
| LK                   | 19 | ニッコロ・カンノーネ     |  | 40分 |
| FL                   | 20 | ジョーディ・マーフィー   |  | 56分 |
| SH                   | 21 | ブリン・ホール           |  | 41分 |
| FH                   | 22 | リース・パッチェル       |  | 40分 |
| FB                   | 23 | カミニエリ・ラサク       |  | 60分 |
| コーチ:              |    |                          |  |      |
| スティーブ・ハンセン |    |                          |  |      |

## 備考
- バーバリアンズの主将を務めたアラン・ウィン・ジョーンズはこの試合で国際舞台から引退[7]。なお試合終了間際のセタ・タマニバルのトライ後のゴールキッカーを務めた。
- バーバリアンズに召集された高橋汰地の試合出場はなかったがこの試合のウォーターボーイ[注釈 2]を務めた[8]。

## 放送
WOWOWで生中継された。